# Ignelater
Ignelater là một chi bọ cánh cứng trong họ 
Elateridae.
Chi này được miêu tả khoa học năm 1975 bởi Costa.

## Các loài
Các loài trong chi này gồm:
- Ignelater brunneus Costa, 1980
- Ignelater caudatus (Champion, 1896)
- Ignelater dominicanensis Garcia & Pina, 2002
- Ignelater glaesum Costa, 1980
- Ignelater havaniensis (Laporte, 1840)
- Ignelater luminosus (Illiger, 1807)
- Ignelater novoae Fernandez Garcia, Ileana, 1998
- Ignelater paveli Fernandez Garcia, Ileana, 1998
- Ignelater phosphoreus (Linnaeus, 1758)